# 无斑兜兰
无斑兜兰（学名：Paphiopedilum henryanum var. christae）为兰科兜兰属下的一个变种。

## 扩展阅读
- 維基物種上的相關：无斑兜兰